# 菅野国春
菅野 国春（かんの くにはる、1935年5月14日 - ）は、日本の作家、出版プロデューサー、フリーライター。

## 来歴
岩手県奥州市出身。國學院大學卒業。編集者、ルポライター等を経て作家に。
1990年、菅野ペンオフィスを設立し出版プロデューサーとしても活動している。

## 主な著書
- 言葉の水彩画（1972）
- 母と子の小さな遊び（1974）
- 神仏願かけの秘訣 あなたの想念が神霊に届く（1983）
- 死にざまの研究 自らの告別式を創れ（1985）
- フリーランサー 自由業遊泳術（1985年）
- ドキュメント 神と霊の声を告げる人びと 運命に光をあてる奇跡の霊能者30名（1986）
- 実証・光の治療 その業とパワーの全て（1987）
- 日本の神霊治療奇跡の業 難病・慢性病に光を!（1989）
- 奇跡パワーが超人力をつくる! ビジネスに活かす強運の魔術（1990）
- 霊感商人（1994）
- 0兆円産業の6人のニューリーダー 株式公開で変貌するパチンコ業界（1994）
- もういちど生きる 小説「老人の性」（2001）
- 夜の旅人 小説 冤罪痴漢の復讐（2004）
- 愛についての銀齢レポート（2005）
- 奈落 ピストル強盗殺人犯の手記（2006）
- 漫画読み 夏目漱石「三四郎」（2007、稲葉稔）
- 忍者風林火山 山本勘助率いる史上最強の忍者軍団（2007）
- あなたの本を出版しよう 上手な自費出版のやりかた教えます（2009）
- B級売文業の渡世術 七十六歳、現役ライターは獅子奮迅（2011）